# Терцерол
Терцеро́л (нім. Terzerol) — невеликий дульнозарядний пістолет. Існують одно- та двоствольні варіанти. Як запалювальний механізм терцеролу з XVII століття використовувався кременевий замок, який у XIX столітті був замінений надійнішим капсульним замком.
Старіші терцероли, з відгвинчуваними стволами, до поширення револьверів слугували досить недорогою альтернативою поясним та сідельним пістолетам. Через свої розміри цю зброю називали «кишеньковим пістолетом» або «дамським пістолетом», на відміну від раніше поширених великих ручних пістолетів. Назва «терцерол» походить з італійської мови від слова італ. terzuolo, що означає самця яструба-тетерев'ятника, оскільки назви хижих птахів, як-от італ. falconetto (фальконет), часто переносилися на артилерійські знаряддя.
Найпростіші й переважно новіші моделі капсульних терцеролів зазвичай слугували як шумова зброя для відлякування птахів із фруктових садів та виноградників або для загінного полювання. Так, наприклад, увійшов у вжиток термін «виноградниковий пістолет» (нім. Weinbergpistole) — щоправда, переважно для зброї більшого калібру.
Капсульні терцероли переважно виготовлялися у Мелісі (нині частина міста Целла-Меліс, Німеччина) та Льєжі (Бельгія) завдяки, вочевидь, постійному високому попиту протягом дуже тривалого періоду — з середини XIX століття до кінця 1930-х років — у великих кількостях. Американські дульнозарядні деррінджери за конструкцією є подібними.